# Alexandra Touretski
Alexandra Sasha Touretski (Canberra, 20 september 1994) is een Australisch-Zwitsers voormalig zwemster.

## Carrière
Touretski is geboren in Australië als dochter van zwemcoach Gennadi Touretski. Ze verhuisde op haar tiende naar Zwitserland en kwam daarna ook uit voor Zwitserland. Ze maakte haar internationale debuut in 2015 op het wereldkampioenschap langebaan waar ze deelnam aan de 50m en de 100m vrije slag, de 50m vlinderslag en de 4x100m vrije slag. In 2016 geraakte niet voorbij de reeksen op de Olympische Zomerspelen. Dat zelfde jaar nam ze deel aan het EK langebaan maar opnieuw strandde ze in de reeksen enkel met de Zwitserse ploeg haalde ze de finale op de 4x100m vrije slag, in de finale haalde ze een 7e plaats.
In 2017 nam ze niet deel aan het EK en WK, in 2018 was ze er wel weer bij op het WK kortebaan en EK langebaan. Ze behaalde op het EK drie keer de halve finales maar strandde steeds buiten de top tien. Op het WK wist ze op de 4x100m vrije slag een 10e plaats te behalen met de Zwitserse ploeg. In 2019 werd ze 25e op de 50m vlinderslag op het WK langebaan, een jaar later op het WK korte baan werd ze er 26e op hetzelfde nummer. Met de Zwitserse ploeg kon ze nog enkele finales halen op de estafettenummers op het EK en WK.
In 2022 nam ze deel aan het wereldkampioenschap langebaan in Boedapest, ze geraakte niet voorbije de voorrondes en eindigde als 21e in de 50m vrije slag. Op het EK langebaan werd ze 13e op de 50m vrije slag. Aan het einde van 2022 stopte ze met competitief zwemmen.

## Internationale toernooien
| Jaar | Olympische Spelen                         | WK langebaan                                                                     | WK kortebaan                                                                       | EK langebaan                                                                                         | EK kortebaan                              |
| ---- | ----------------------------------------- | -------------------------------------------------------------------------------- | ---------------------------------------------------------------------------------- | --- | ----------------------------------------- |
| 2015 |                                           | 26e 50m vrije slag 37e 100m vrije slag 33e 50m vlinderslag 15e 4x100m vrije slag |                                                                                    | | geen deelname                             |
| 2016 | 41e 50m vrije slag 14e 4x100m vrije slag  |                                                                                  | geen deelname                                                                      | 28e 50m vrije slag 60e 100m vrije slag 34e 50m vlinderslag 31e 100m vlinderslag 7e 4x100m vrije slag |                                           |
| 2017 |                                           | geen deelname                                                                    |                                                                                    | | geen deelname                             |
| 2018 |                                           |                                                                                  | 22e 50m vlinderslag 19e 100m vlinderslag 11e 4x50 wisselslag 10e 4x100m vrije slag | 12e 50m vrije slag 15e 50m rugslag 14e 50m vlinderslag 7e 4x100m vrije slag                          |                                           |
| 2019 |                                           | 25e 50m vlinderslag 13e 4x100m vrije slag 11e 4x100m wisselslag                  |                                                                                    | | geen deelname                             |
| 2020 | Geen toernooien vanwege de coronapandemie | Geen toernooien vanwege de coronapandemie                                        | Geen toernooien vanwege de coronapandemie                                          | Geen toernooien vanwege de coronapandemie                                                            | Geen toernooien vanwege de coronapandemie |
| 2021 | geen deelname                             |                                                                                  | 26e 50m vlinderslag 10e 4x50m wisselslag 8e 4x100m wisselslag                      | 57e 100m vrije slag 32e 50m vlinderslag 38e 100m vlinderslag                                         | geen deelname                             |
| 2022 |                                           | 21e 50m vrije slag                                                               | geen deelname                                                                      | 13e 50m vrije slag                                                                                   |                                           |